# Historische Hafenkräne in Lübeck
- Karte mit allen Koordinaten:
- OSM |
- WikiMap

Die Historischen Hafenkräne in Lübeck befinden sich auf der Wallhalbinsel im historischen Hafengebiet von Lübeck. Sie sind ein bedeutender Teil der maritimen Geschichte der Stadt und zeugen von der einstigen Bedeutung Lübecks als Handelszentrum. Von den ehemals 21 Kränen sind heute nur noch vier erhalten, die als Technisches Denkmal alle unter Denkmalschutz stehen.

## Geschichte
Die Kräne wurden im Zeitraum der Industrialisierung des Hafenumschlags vom Ende des 19. bis zum 20. Jahrhundert errichtet und waren ein wichtiger Bestandteil des Hafens von Lübeck. Die Kräne wurden entlang des Behnkais der Wallhalbinsel platziert, um den Hafenbereich des Hansahafens zu bedienen.
Im Zuge der Umstellung von Stückgut auf Container und RoRo-Verkehr sowie der Verlagerung auf andere, modernere Hafenflächen traveabwärts (siehe Lübecker Hafen) verloren die historischen Hafenkräne ihre Aufgabe. Einige wurden umgesetzt, nur wenige blieben erhalten.
Die Nördliche Wallhalbinsel ist seit der durch die Bürgerschaft 1993 beschlossenen und 1996 erfolgten Verlagerungen der Hafennutzungen in Richtung Vorwerker Hafen, Herrenwyk, Schlutup und zum Skandinavienkai eines der größeren und anspruchsvolleren städtebaulichen Restrukturierungsvorhaben der Stadt.

## Die verbliebenen Kräne
Von den ehemals 21 Krananlagen wurden viele durch den Luftangriff auf Lübeck am 29. März 1942 im Zweiten Weltkrieg beschädigt oder im Zuge des technischen Fortschritts erneuert oder ausgetauscht. Heute sind nur noch vier von diesen Kränen übrig. Seit 1851 besaß die Wallhalbinsel ein Schienennetz, auf dessen Relikten drei der noch erhaltenen Kräne platziert sind. Diese können dadurch entlang der Kaikante der Wallhalbinsel über den ehemaligen Güterzuggleisen verschoben werden. Die heute noch vorhandenen Kräne sind:
| Name                       | Lage                              | Baujahr | Gebaut von    | Tragkraft | Denkmal-ID | Beschreibung | Bild           |
| -------------------------- | --------------------------------- | ------- | ------------- | --------- | ---------- | --- | -------------- |
| Bockdrehkran Nr. 1         | 53° 52' 33.24" N 10° 41' 19.97" E | 1893    | Haniel & Lueg | 40 t      | 1113       | ein ortsfester, ehemals hydraulischer Bockdrehkran, unter Denkmalschutz seit 1988                                                                | weitere Bilder |
| Halbportal-Wippkran Nr. 19 | 53° 52' 25.28" N 10° 41' 1.7" E   | 1917    | Kampnagel     | 2 t       | 1110       | auf Schienen mit (einseitigem) Auflager am Kaufmannsspeicher (heute Media Docks), Denkmalschutz als Teil der Sachgesamtheit Hafenanlagen um 1900 | weitere Bilder |
| Portalkran Nr. 22          | 53° 52' 29.08" N 10° 41' 12.93" E | 1953    | Kampnagel     | 3 t       | 1112       | auf Schienen, unter Denkmalschutz seit 2012 | weitere Bilder |
| Portalkran Nr. 52          | 53° 52' 30.27" N 10° 41' 15.83" E | 1967    | Kampnagel     | 15 t      | 1111       | auf Schienen, unter Denkmalschutz seit 2012 | weitere Bilder |

## Bedeutung
Die alten Kräne auf der Wallhalbinsel sind ein bedeutendes Zeugnis der maritimen Vergangenheit Lübecks in der ersten Hälfte des 20. Jahrhunderts. Sie symbolisieren die wirtschaftliche Bedeutung der Stadt und ihre Einbindung in den Ostseehandel vor dessen Umstellung auf moderne RoRo-Verkehre. Die Kräne sind nicht nur historisch und architektonisch interessant, sondern auch ein wichtiger Teil des städtischen Erbes und der Identität Lübecks. Als technische Denkmale bilden sie mit den beiden beweglichen Brücken aus der späten Gründerzeit, der Drehbrücke und der Hubbrücke, ein Ensemble, das für diesen Abschnitt der Industrialisierung und den folgenden verkehrsgeschichtlichen Wandel steht.
Heute dienen die Kräne als touristische Attraktion und sind ein beliebtes Motiv für Fotografen. Außerdem vermitteln sie einen Einblick in die damalige Hafenkultur, den Handel, Schiffbau und dem Leben in vergangenen Zeiten.